# Empezar desde cero (canção)
"Empezar Desde Cero" é uma canção do grupo pop mexicano RBD, gravada para o seu quinto álbum de estúdio homônimo (2007). A faixa foi escrita por Armando Ávila e lançado como segundo single do álbum em 29 de janeiro de 2008 pela EMI Music.
A canção, interpretada por Maite Perroni, é a única canção título de álbum que é cantada por um único integrante do grupo. Seu vídeo musical acompanhante, gravado na Cidade do México durante vinte horas, foi lançado em 25 e março de 2008 e dirigido por Esteban Madrazo, responsável pelos vídeos de "Celestial" e Inalcanzable".
A canção figurou em dois charts no Estados Unidos, ambos da indústria latina (Billboard Latin Pop Songs e Billboard Latin Rhythm Airplay). Na América Latina, por sua vez, a composição obteve um desempenho ainda melhor: Na Argentina, Venezuela e México a canção debutou entre as dez mais executadas nestas regiões. A canção também recebeu duas nomeações ao Premios Juventud de 2008, nas categorias "vídeo favorito" e "canção favorita". A canção não venceu os prêmios, tendo perdido para outro single do álbum Empezar Desde Cero: "Inalcanzable".

## Antecedentes e gravação
"Empezar Desde Cero" foi escrita e produzida por Armando Ávila e é cantada pela cantora Maite Perroni, com o refrão sendo interpretado pelo grupo. Esta canção, contida no quarto álbum de estúdio gravado em espanhol de mesmo nome (e o quinto em geral da carreira da banda) foi lançada como segundo single de tal disco. Musicalmente, é uma canção de pop latino e pop rock, que apresenta Maite apaixonada por um rapaz que faz com que ela "comece do zero" todos os dias, o que é explicitado em "Começar do zero, acendendo o fogo que faz estremecer/Começando de novo, convencendo ao tempo que me deixe suspirar.

## Apresentações ao vivo
Após o lançamento do single, o grupo deu início a sua terceira turnê mundial, a Tour Empezar Desde Cero em fevereiro de 2008. As primeiras apresentações da digressão aconteceram nos Estados Unidos, onde o grupo participou de alguns programas televisivos, como o ¡Despierta América! e o Escándalo TV, ambos da Univision, para os quais deram entrevistas e apresentaram a obra. O primeiro programa que o grupo esteve foi o ¡Despierta América!, em 4 de março daquele ano. Na ocasião, o grupo apresentou o single, comentou sobre o disco homônimo e falou sobre a carreira e os lançamentos da banda a partir de então e respondeu algumas perguntas de fãs. Além desta faixa, o grupo apresentou outras canções do disco Empezar desde cero e de outros álbuns.

## Vídeo musical
O videoclipe da canção foi gravado na Cidade do México em um único dia, após dezoito horas de gravação e foi dirigido por Esteban Madrazo, quem também esteve no comando das gravações de "Celestial" e Inalcanzable". No vídeo, os integrantes do grupo aparecem vestidos com roupas dos anos de 1970 e 80 em cenários como um salão de beleza, uma discoteca, um quarto e até um vagão de metrô. O vídeo foi lançado oficialmente em 25 de março de 2008, através do site oficial do grupo e da comunidade de vídeos Gyggs.
Este vídeo figurou na vigésima oitava posição do especial de final de ano da rede Ritmoson latino de televisão, Los 100 Primeros del 2008. Este programa lista os cem vídeos musicais mais executados do ano no México e foi exibido em 31 de dezembro daquele ano. Além desta lista, o vídeo de "Empezar desde cero" apareceu na sexagésima oitava posição dos cem vídeos mais pedidos pela MTV Latinoamérica da região sul.

## Recepção crítica
A canção "Empezar Desde Cero", bem como o álbum homônimo, recebeu críticas positivas da maior parte da critica especializada. Jason Birchmeier, revisor do portal Allmusic Guide, afirmou que a canção é destaque dentre as presentes no álbum e é "digna de ser ouvida repetidas vezes". Birchmeier afirmou também que "Empezar desde cero, assim como Inalcanzable, podem ser as melhores músicas do RBD". Judy Cantor-Navas, editora do portal Rhapsody elogiou a evolução musical do sexteto e afirmou que a canção "é infecciosa e cativamente", uma das muitas características do grupo.

## Faixas e versões
"Empezar desde cero" foi lançada exclusivamente em formato de download digital em 29 de janeiro de 2008, em lojas como iTunes e Amazon.
| Download digital |                      |                |               |         |  |
| N.º              | Título               | Compositor(es) | Produtor(es)  | Duração |  |
| 1.               | "Empezar Desde Cero" | Armando Ávila  | Armando Ávila | 3:13    |  |

## Créditos de elaboração
Lista-se abaixo todos os profissionais envolvidos na elaboração de "Empezar Desde Cero", de acordo o encarte de Empezar Desde Cero e a partir de uma adaptação do portal MSN Music.
- Composição - Armando Ávila
- Produção - Armando Ávila
- Vocais - Principal: Maite Perroni; Refrão: Anahí, Dulce María, Christian Chávez, Alfonso Herrera e Christopher von Uckermann

## Desempenho nas paradas musicais
"Empezar Desde Cero" fez a sua estreia nas tabelas musicais dos Estados Unidos através da Billboard Latin Pop Songs na décima setima posição, na qual permaneceu por uma, tendo sido esta a sua posição de pico. A canção também figurou na Billboard Latin Rhythm Airplay, na qual obteve como peak position a colocação de número quarenta e dois. Na venezuela, a obra esteve em primeiro lugar na Top 100 e Top Latino, ambas da Record Report, empresa oficial da indústria fonográfica da Venezuela.
| Chart (2008)                               | Maior posição |
| ------------------------------------------ | ------------- |
| Estados Unidos Billboard Latin Pop Airplay | 1             |
| Estados Unidos Billboard Hot Latin Songs   | 42            |
| Venezuela Top 100 (Record Report)          | 1             |
| Venezuela Top Latino (Record Report)       | 1             |
| Venezuela Pop Rock (Record Report)         | 2             |

## Prêmios e indicações
A obra não recebeu uma indicação ao Grammy Latino, como o disco homônimo, mas foi nomeado em duas categorias nos Premios Juventud: Meu vídeo favorito e A mais pegajosa, não tendo vencido em nenhuma categoria. Na categoria A mais pegajosa perdeu o prêmio para outra canção presente em Empezar Desde Cero: "Inalcanzable". Posteriormente, na categoria Meu vídeo favorito, perdeu para "Te Quiero", do cantor e compositor panamenho Flex.
| Ano  | Prêmio           | Categoria                | Resultado |
| ---- | ---------------- | ------------------------ | --------- |
| 2008 | Premios Juventud | Meu vídeo favorito       | Indicado  |
| 2008 | Premios Juventud | A (canção) mais pegajosa | Indicado  |

## Histórico de lançamentos
| País   | Versão                         | Data                  | Formato             | Gravadora             | Ref.   |
| ------ | ------------------------------ | --------------------- | ------------------- | --------------------- | ------ |
| México | "Empezar Desde Cero"           | 29 de janeiro de 2008 | CD download digital | EMI Capitol Universal | [ 1 ]  |
| Mundo  | "Empezar Desde Cero (En Vivo)" | 20 de maio de 2021    | Download digital    | Universal             | [ 23 ] |